# باتری (چارلستون)

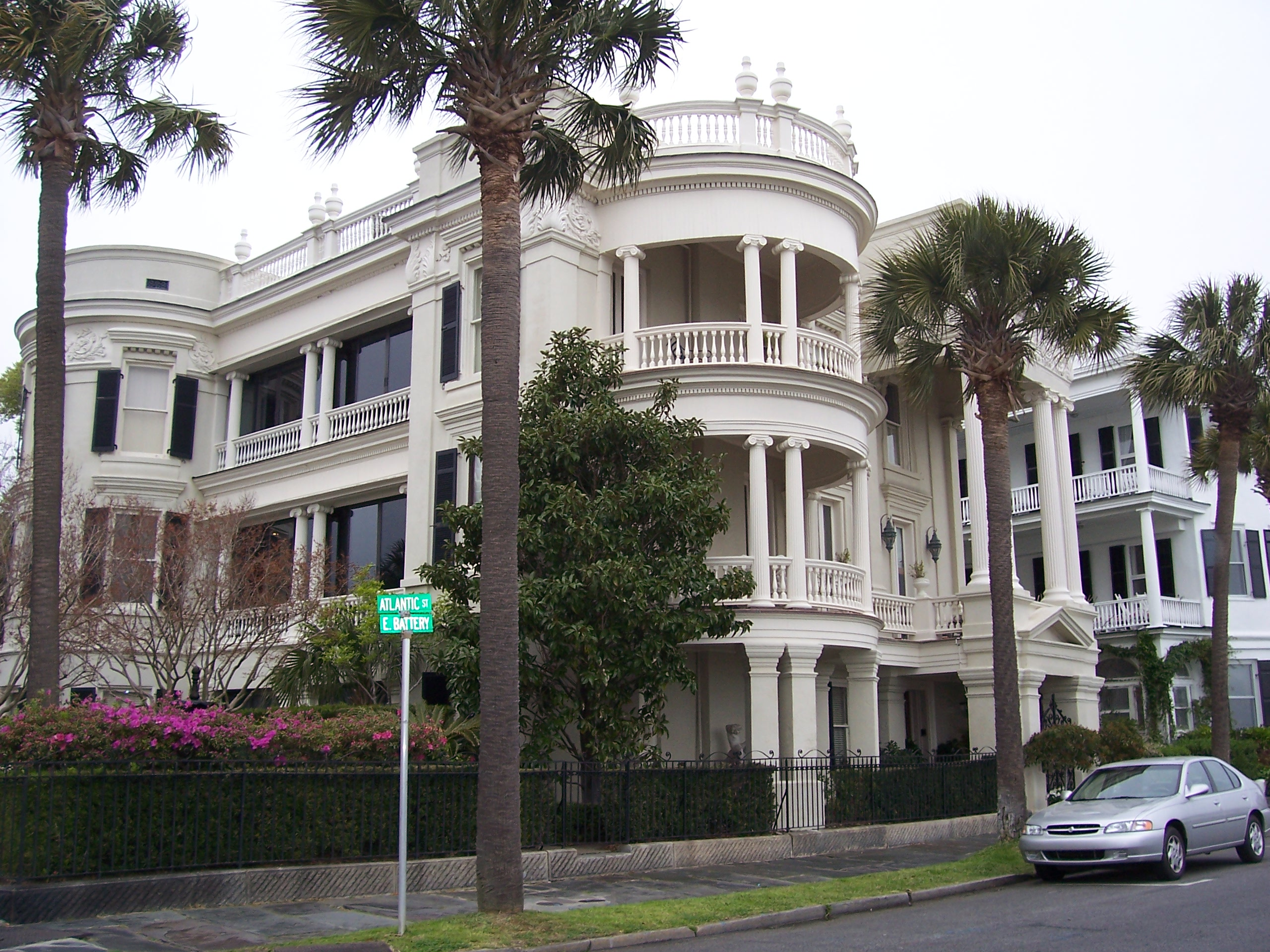
خانه چارلستون

باتری (انگلیسی: The Battery) یک دیوار دفاع دریایی قدیمی و تفرجگاه دیدنی در چارلستون ، کارولینای جنوبی است. این نام به دلیل وجود آتشبار (به انگلیسی باتری) قدیمی است که در هنگام جنگ داخلی آمریکا در این محدوده و در میان رودهای اشلی و کوپر قرار داشته است.